# آنریئت بروسا دو پولانسکا
آنریئت بروسا دو پولانسکا (فرانسوی: Henriette Brossin de Polanska‎; ۱۴ ژوئیهٔ ۱۸۷۸ – ۱ ژانویهٔ ۱۹۵۴) نقاش اهل فرانسه-سوئیس بود.
از افتخارات وی میتوان به کسب مدال نقره نقاشی در بخش مسابقات هنری بازی‌های المپیک تابستانی ۱۹۲۰ اشاره کرد.